# Сенина (Белоевское сельское поселение)
Сенина — деревня в Кудымкарском районе Пермского края. Входила в состав Белоевского сельского поселения. Располагается северо-западнее от города Кудымкара. Расстояние до районного центра составляет 21 км. По данным Всероссийской переписи населения 2010 года, в деревне проживало 44 человека (21 мужчина и 23 женщины).

## История
По данным на 1 июля 1963 года, в деревне проживало 146 человек. Населённый пункт входил в состав Белоевского сельсовета.